# Plebeia pulchra
Plebeia pulchra är en biart som beskrevs av Ayala 1999. Plebeia pulchra ingår i släktet Plebeia och familjen långtungebin. Inga underarter finns listade i Catalogue of Life.